# Moorbach (Gersprenz)
Der Moorbach (auch als Dorfbach der Ortschaft Wersau bezeichnet) ist ein etwa 1,4 Kilometer langer linker und südwestlicher Zufluss der Gersprenz. Bedingt durch sinkende Grundwasserspiegel ist er heute lediglich noch in die Fließgewässer-Kategorie Rinnsal einzustufen.

## Geographie

### Verlauf
Der Moorbach entspringt im Odenwald südsüdwestlich von Wersau und entwässert ca. 30 ha Wald-, Acker- und Wiesenflächen. Quelle ist das seit den 1970er Jahren gefasste Jägerbrünnchen am Waldrand. Nach 400 m verschwindet er in einer Kanalisation, die ihn ca. 800 m weit unterirdisch quer durch den alten Ortskern Wersaus führt. Erst 200 m vor seiner Mündung in die Gersprenz gelangt er östlich der Ortschaft wieder an die Oberfläche.

### Flusssystem Gersprenz
- Fließgewässer im Flusssystem Gersprenz

## Geschichte

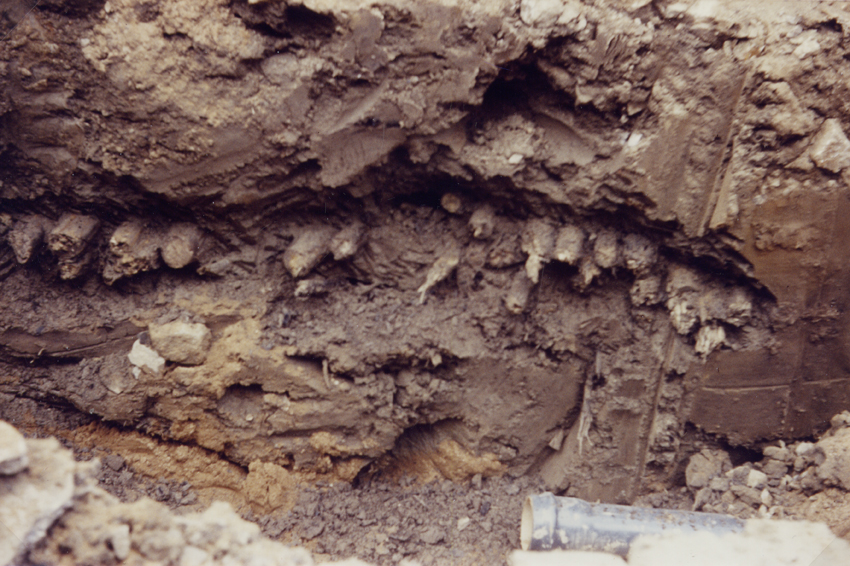
Freigelegter Knüppeldamm in der Moorbachstraße. Er stammt aus der Zeit um 1678.

Der Moorbach floss bis in die 1930er Jahre oberirdisch durch Wersau. Hier verlieh er einst der Moorbachstraße ihren Namen. Bevor er kanalisiert wurde nutzten ihn die Anwohner zur Wasserversorgung für Vieh und Garten. Sowohl der Bach als auch die Straße werden von den Wersauern im Dialekt Mordisch genannt. Im Jahr 1991 wurde der Straßenzug grundsaniert. Bei Arbeiten an der Kanalisation stieß man dabei in ca. 1 m Tiefe auf Zeugen alter Befestigungen des Moorbachs: einen Knüppeldamm, Faschinen und Deicheln, die einmal der Weg- und Böschungsbefestigungen bzw. Drainagierung dienten. Im Jahr 2018 veranlasste der Heimat- und Geschichtsverein Wersau eine dendrochronologische Analyse einiger erhaltener Fundstücke, die auf eine Zeit um 1678 datiert wurden (Jahr der Fällung der verwendeten Bäume). Bilder und Funde sind im Dorfmuseum Wersau ausgestellt.
Seit der Sanierung der Moorbachstraße sowie der anschließenden Backhausstraße und Kreuzstraße ist der alte Bachlauf zum Teil künstlich rekonstruiert. Durch einen Brunnen gespeist, fließt hier an mehreren Stellen Wasser durch Rinnen der gepflasterten Straßenränder, bevor es durch einen spiralförmigen Ablauf an der Kreuzstraße dem ursprünglichen, unterirdisch geführten Moorbach zugeführt wird.